# Oteiza
Oteiza (em castelhano) ou Oteitza (em basco) é um município da Espanha na província e comunidade foral (autónoma) de Navarra. Tem 47,99 km² de área e em 2021 tinha 941 habitantes (densidade: 19,6 hab./km²).

## Demografia
| Variação demográfica do município entre 1991 e 2004 | Variação demográfica do município entre 1991 e 2004 | Variação demográfica do município entre 1991 e 2004 | Variação demográfica do município entre 1991 e 2004 |
| --------------------------------------------------- | --------------------------------------------------- | --------------------------------------------------- | --------------------------------------------------- |
| 1991                                                | 1996                                                | 2001                                                | 2004                                                |
| 936                                                 | 921                                                 | 916                                                 | 924                                                 |